# فيل سبنسر (شخصية تلفزيونية)
فيل سبنسر (بالإنجليزية: Phil Spencer)‏ هو مقدم تلفزيوني بريطاني، ولد في 11 ديسمبر 1969 في Littlebourne ‏ في المملكة المتحدة.

## وصلات خارجية
- الموقع الرسمي